# Кібиреоти
Фема Кібиреоти або Кібиреотон (грец. θέμα Κιβυρραιωτῶν) — військово-адміністративна одиниця Візантійської імперії (фема), яка розташовувалась у південній частині Малої Азії (сучасна Туреччина). Назва походить від міста Кібира Мала в Памфілії. Утворено у 720-х роках. Остаточно припинила існування на початку 1150-х років внаслідок реформування. Інша назва «Морська фема».

## Історія
З часів Римської імперії в містах на півдні Малої Азії розташовувалися військово-морські команди, що боролися з піратством. У III—IV ст. відбувається поступовий їх занепад. Відродження морського флоту починається з VII ст. В старовинних областях Лікія та Памфілія створюються спеціальні команди, що отримують назву кібиреоти за назвою основою морської бази у місті Кібира Мала. Другою базою стала Кібира Велика в Карії. Вперше письмо згадуються у 698 році перед початком військової кампанії з відвоювання Карфагену у арабів. В цей час морські сили кіберіотів були складовою частиною так званого морського корпусу карабізіанів, що охоплював основні візантійські війська в Егейському та Середземному морі. Водночас відбувається організаційне формування необхідної наземної структури для забезпечення морських сил кібиреотів. 698 року друнгарій феми Апсімар зумів стати імператором під ім'ям Тиберій III.
У 720 році після реформування карабізіонів територія кіберіотів за наказом імператора Льва III перетворюється на фему. Втім її інституалізація тривала до кінця 720-х років. Перша письмова згадка про феми кіберіоти відноситься до 731 року. У 732 році до складу Кіберіотів було приєднано фему Селевкія, яку понижено до статусу турми. У 741 році фема підтримала імператора Костянтина V проти Артабаста. 
Відігравала визначну роль у боротьбі на морі з флотом Багдадського, а згодом й Фатімідського халіфатів. На початку 800-х років отримала статус спеціальної морської феми. Вигідне географічне положення сприяло захисту феми від нападів арабських піратів. Тому тут було зведено численні фортеці й укріплення. Разом з тим сільська місцевість у VIII—IX ст. суттєво страждала від ворожих нападів і не набула значного розвитку. Флот і загони феми брали участь у придушенні повстання Фоми Слов'янина. У 927 році з феми виокремлено клейсуру Селенвкія, яка стала самостійною фемою.
Велике значення феми особливо стало відчутним з переходом Візантії у наступ проти мусульманських держав. Флот брав активну участь у кампаніях у Кілікії, Сирії та Фінікії, а також біля о. Кіпр, походах до Єгипту. Посилення Візантії наприкінці X ст., з одного боку, дало спокій феми, де почалося відновлення господарства й ремісництва, з другого — з часів імператора Михайла IV починається поступовий занепад фемного флоту. При цьому фортеці слугували місцем заслання неблагонадійних або ворогів імператорів.
1038 році флот та війська феми брали участь у поході на Сицилію. У 1043 році востаннє флот феми брав участь у значній кампанії (відбиття нападу флоту Київської Русі на чолі із Володимиром Ярославичем на Константинополь).
Повільний розвиток феми перервало вторгнення військ сельджуків, що після перемоги над візантійцями в битві біля Манцикерту 1071 року поступово зайняли значну частину Малої Азії. Заколоти Никифора Вотаніата та Никифора Меліссена (особливо останнього) істотно послабили оборону феми Кіберіоти. Внаслідок цього до 1080 року її захопили сельджуки. 
Втім, у 1090-х роках завдяки союзу з учасниками Першого хрестового походу візантійці відновили тут свою владу. При цьому адміністративний центр переноситься з Атталії до Родосу, який також стає місцем базування флоту. Наприкінці 1140-х або на початку 1150-х років рішенням візантійського імператора Мануїла I Кіберіоти було приєднано до новоствореної феми Меласа і Меланоудіон.

## Адміністрація
Охоплювала старовинні області Лікія, Памфілію, південну Карію та південну Ісаврію. До складу феми входили також Додеканеські острови. На чолі стояв стратег (згодом крит, потім дука), що мав 4-й розряд й отримував 12 лібрів золота щорічної зарплатні. Адміністративним центром було місто Атталія (з 1090-х років — Родос). 
У середині VIII ст. військові сили нараховували 2 тис. вояків, а на початку X ст. — 1 тис. При цьому основу потуги феми становив флот, що на початку IX ст. налічував 70 суден, а на початку X ст. — 31 (15 дромонів і 16 памфілів). Він підпорядковувався друнгарію феми.

## Відомі очільники
- Манас (727—733)
- Іоанн Кіоський (819—827)
- Кратер (кінець 820-ті)
- Василь Гексамеліт (955—956)